# Horror Rock
Horror Rock är en klippa i Sydgeorgien och Sydsandwichöarna (Storbritannien). Den ligger i den nordvästra delen av Sydgeorgien och Sydsandwichöarna.
Terrängen runt Horror Rock är lite kuperad.  Det finns inga samhällen i närheten.